# ジョー・コールドウェル
ジョー・コールドウェル (Joe Caldwell, 1941年11月1日 - ) は、アメリカ合衆国テキサス州テキサスシティ出身の元バスケットボール選手。東京オリンピック金メダリスト。NBA、ABA双方で活躍した人物。

## 経歴
アリゾナ州立大学時代にオールアメリカンに選出された経歴を持つコールドウェルは、大学卒業後にアメリカ代表として1964年東京オリンピックに出場し、金メダルを獲得した。

### NBAキャリア
1964年のNBAドラフトで全体2位指名を受けてデトロイト・ピストンズに入団する。コールドウェルはルーキーイヤーから即戦力として活躍し、このシーズンは10.7得点6.7リバウンドを記録し、オールルーキー1stチームに選ばれた。彼のずば抜けた身体能力はバスケット界以外からも注目を集め、NFLのロサンゼルス・ラムズからは当時のピストンズでの年俸よりさらに3000ドル多い年17000ドルでの勧誘を受けたこともあった。しかしピストンズは翌1965-66シーズン中にコールドウェルをセントルイス・ホークスにトレードに出した。
セントルイス／アトランタ・ホークス
ホークスではゼルモ・ビーティ、ルー・ハドソンらと共に中心選手の一人としてプレイし、1967-68シーズンにチームは56勝28敗の好成績を記録し、コールドウェル自身も16.4得点4.3リバウンドまで成績を伸ばした。ホークスがセントルイスからアトランタに移転した1968-69シーズンにはオールスターに初選出され、翌1969-70シーズンには初のアベレージ20得点オーバーとなる21.1得点5.0リバウンドを記録し、オールディフェンシブ2ndチームにも選ばれた。
ホークスの中心選手として活躍していたコールドウェルだが、契約問題で球団との関係がこじれ、1970年にホークスから退団、NBAからも離れた。

### ABAキャリア
カロライナ・クーガーズ
NBAを離れてカーペットメーカーに就職したコールドウェルだが、NBAのライバルリーグABAでエクスパンションにより誕生したカロライナ・クーガーズと契約した。リーグからの選手流出を最も恐れていたNBAはコールドウェルのクーガーズ移籍に待ったを掛け、この問題は裁判にまで発展したが、判決はNBA側の敗訴に終わり、コールドウェルは無事クーガーズに入団した。クーガーズでの1年目である1970-71シーズンはチームトップとなる23.3得点をあげ、オールABA2ndチームに選ばれ、クーガーズが57勝をあげた1972-73シーズンにはオールABA1stチームに選ばれている。
クーガーズでは4シーズンプレイし、ラストシーズンをスピリッツ・オブ・セントルイスで過ごし、1974-75シーズンを最後に現役から引退した。NBA/ABA通算成績は11シーズン782試合の出場で、12,619得点4,117リバウンド、平均16.1得点5.3リバウンドだった。
ABAのスーパースター、ジュリアス・アービングはコールドウェルをABAのどの選手よりもディフェンスするのが上手かったと評している。

### 契約問題・訴訟
コールドウェルが現役だった1960年代後半から1970年代に掛けてのアメリカのプロバスケット界は、NBAとABAの間で熾烈な選手引き抜き合戦が行われた結果、選手の年俸は異常な高騰を見せ、契約問題に絡んだ様々な訴訟が起きた。コールドウェルも多くの訴訟を起こしており、ホークス時代もクーガーズ時代も球団との折り合いが悪かった。またコールドウェルは当時禁止されていた代理人を通しての契約交渉を行っており、彼はマーシャル・ボアイェという不動産業者を代理人に立て、より好条件の契約を引き出そうとしていた。これらのコールドウェルの行動は当時リーグを存亡の危機にまで追い込んだ選手の年俸高騰に拍車を掛けた一方で、現在は当たり前となっている代理人を通しての契約交渉や、後のフリーエージェント制度の確立など、選手の地位向上にも一役買った。

## 主な業績
- 1964年東京オリンピック金メダリスト
- NBAオールルーキー1stチーム：1964年
- NBAオールディフェンシブ2ndチーム：1970年
- NBAオールスターゲーム出場：1969年, 1970年
- オールABA2ndチーム：1971年
- ABAオールディフェンシブ1stチーム：1973年
- ABAオールスターゲーム出場：1971年, 1973年

## 個人成績

### レギュラーシーズン
| Season   | Team     | GP  | MPG  | FG%  | 3P%  | FT%  | RPG | APG | SPG | BPG | PPG  |
| -------- | -------- | --- | ---- | ---- | ---- | ---- | --- | --- | --- | --- | ---- |
| 1964–65  | DET      | 66  | 23.4 | .374 | –    | .614 | 6.7 | 1.8 | –   | –   | 10.7 |
| 1965–66  | DET      | 33  | 21.7 | .423 | –    | .682 | 5.8 | 2.0 | –   | –   | 10.5 |
| 1965–66  | STL ATL  | 46  | 24.8 | .447 | –    | .717 | 5.3 | 1.3 | –   | –   | 14.2 |
| 1966–67  | STL ATL  | 81  | 27.9 | .426 | –    | .649 | 5.5 | 2.0 | –   | –   | 13.8 |
| 1967–68  | STL ATL  | 79  | 33.4 | .463 | –    | .569 | 4.3 | 3.0 | –   | –   | 16.4 |
| 1968–69  | STL ATL  | 81  | 33.6 | .507 | –    | .537 | 3.7 | 4.0 | –   | –   | 15.8 |
| 1969–70  | STL ATL  | 82  | 34.8 | .507 | –    | .688 | 5.0 | 3.5 | –   | –   | 21.1 |
| 1970-71  | CAR SSL  | 72  | 41.8 | .448 | .200 | .558 | 6.8 | 4.2 | –   | –   | 23.3 |
| 1971-72  | CAR SSL  | 61  | 35.2 | .471 | .250 | .500 | 5.6 | 4.2 | –   | –   | 16.9 |
| 1972-73  | CAR SSL  | 77  | 35.6 | .496 | .167 | .425 | 5.1 | 4.6 | 2.2 | –   | 16.7 |
| 1973-74  | CAR SSL  | 79  | 33.6 | .489 | .176 | .496 | 5.2 | 4.4 | 2.2 | .4  | 14.4 |
| 1974-75  | CAR SSL  | 25  | 33.6 | .494 | .429 | .448 | 4.4 | 5.1 | 2.0 | .4  | 14.6 |
| Career   | Career   | 782 | 32.3 | .466 | .225 | .572 | 5.3 | 3.4 | 2.1 | .4  | 16.1 |
| All-Star | All-Star | 4   | 24.3 | .545 | –    | .556 | 6.0 | 2.3 | 1.0 | 1.0 | 13.3 |

### プレーオフ
| Year   | Team    | GP | MPG  | FG%  | 3P%  | FT%  | RPG | APG | SPG | BPG | PPG  |
| ------ | ------- | -- | ---- | ---- | ---- | ---- | --- | --- | --- | --- | ---- |
| 1966   | STL ATL | 10 | 31.5 | .462 | –    | .633 | 5.5 | 1.6 | –   | –   | 18.7 |
| 1967   | STL ATL | 9  | 24.1 | .400 | –    | .667 | 4.3 | 1.4 | –   | –   | 12.2 |
| 1968   | STL ATL | 6  | 24.7 | .326 | –    | .133 | 3.5 | 2.5 | –   | –   | 5.3  |
| 1969   | STL ATL | 11 | 36.7 | .485 | –    | .464 | 5.0 | 3.4 | –   | –   | 14.7 |
| 1970   | STL ATL | 9  | 43.7 | .470 | –    | .650 | 5.0 | 4.2 | –   | –   | 25.0 |
| 1973   | CAR     | 12 | 38.9 | .491 | .375 | .480 | 5.7 | 3.3 | –   | –   | 15.6 |
| 1974   | CAR     | 4  | 26.3 | .471 | .000 | .500 | 6.8 | 3.3 | 2.0 | .0  | 9.5  |
| Career | Career  | 61 | 33.6 | .458 | .300 | .544 | 5.1 | 2.8 | 2.0 | .0  | 15.4 |